# Paso de Indios (departement)
Paso de Indios is een departement in de Argentijnse provincie Chubut. Het departement (Spaans:  departamento) heeft een oppervlakte van 22.300 km² en telt 1.905 inwoners.

## Plaatsen in departement Paso de Indios
- Cerro Cóndor
- Los Altares
- Paso de Indios